# Ростовский троллейбус
Ростовский троллейбус — одна из трёх действующих систем городского общественного транспорта города Ростова-на-Дону.

## Хронология развития троллейбусной сети
- 18 июня 1936 года — открыта первая троллейбусная линия от Сельмаша до Театральной площади. Трамвайные пути с ул. Энгельса (ныне ул. Большая Садовая) от Будённовского проспекта до Театрального проспекта были сняты. Ростов-на-Дону стал третьим городом в СССР (после Москвы и Киева), в котором появился троллейбус. К концу 1936 года в городе действовали два маршрута: №1 "Железнодорожный вокзал — Сельмаш" и №2 "Железнодорожный вокзал — площадь Карла Маркса".
- 8 июля 1942 года — троллейбусное движение остановлено в связи с военными действиями.
- 22 июля 1945 года — восстановлено троллейбусное движение между площадью Карла Маркса и Будённовским проспектом.
- Февраль 1946 года — восстановлено движение троллейбусов к железнодорожному вокзалу.
- Июль 1946 года — восстановлено движение троллейбусов на Сельмаш.
- В 1959 году в городе имелось 5 троллейбусных маршрутов: №1 "ВОКЗАЛ — РОСТСЕЛЬМАШ", протяжённостью 9,3 км; №2 "ВОКЗАЛ — ЗАВОД «КРАСНЫЙ АКСАЙ»", протяжённостью 7,4 км; №3 "РОСТСЕЛЬМАШ — ПОСЁЛОК ЧКАЛОВА", протяжённостью 5,5 км; №4 "УЛИЦА СУВОРОВА — КАМЕНКА", протяженностью 5,5 км; № 5 "ПРОСПЕКТ КАРЛА МАРКСА — РОСТСЕЛЬМАШ"[3].
- В 1961 году открыт троллейбусный маршрут №6 "УЛИЦА СУВОРОВА — УЛИЦА НАРИМАНОВА".
- В ноябре 1963 года открыт маршрут №7 "УЛИЦА СУВОРОВА — ЗАВОДОУПРАВЛЕНИЕ РОСТСЕЛЬМАШ (по проспекту Ленина)".
- В ноябре 1965 года открыт троллейбусный маршрут №8 от центрального рынка в Западный жилой массив.
- В январе 1969 года троллейбусный маршрут №8 продлён по проспекту Коммунистическому до ГПЗ-10.
- В январе 1972 года открыт маршрут №9 от железнодорожного вокзала до Ростовского аэропорта, а в декабре того же года продлён до посёлка Пилотов.
- В ноябре 1972 года открыт маршрут №10 от центрального рынка до молкомбината.
- В декабре 1972 года открыт маршрут №11 от Пролетарского рынка в посёлок Александровка через завод Красный Аксай.
- В сентябре 1973 года продлены маршруты №3 от посёлка Чкалова и №6 от улицы Нариманова в Северный жилой массив, конечной остановкой этих маршрутов стала площадь Космонавтов.
- В ноябре 1973 года открыт маршрут №12 от Центрального рынка через площадь Дружинников по улице Портовой до переулка Жлобинского.
- В декабре 1974 года открыт маршрут №14 от Центрального рынка до посёлка Каменка.
- В 1975 году открыт маршрут №15 от Пролетарского рынка (кольцевой маршрут вокруг рынка) до железнодорожного вокзала.
- В октябре 1975 года открыт маршрут №16 от Центрального рынка в Северный жилой массив (до площади Космонавтов).
- В декабре 1975 года открыты два новых маршрута: №17 от центрального рынка через Каменку и посёлок Военвед до Химкомбината и №18 от Ростсельмаша до завода Алмаз (2-й посёлок Орджоникидзе).
- В декабре 1976 года троллейбусные маршруты №3 и №6 продлены от площади Космонавтов по улицам Волкова и Добровольского до проспекта Королёва.
- В 1977 году маршрут №16 продлён по проспекту Космонавтов до проспекта Королёва.
- В ноябре 1978 года открыт маршрут №10-а "пос. Каменка (пл. 2-й Пятилетки) — Молкомбинат".
- В 1979 году город уже имел 19 троллейбусных маршрутов (№1 Главный вокзал — пос. Сельмаш, №2 Пригородный вокзал — Красный Аксай, №3 Пос. Сельмаш — ул. Борко, №4 Центральный рынок — пос. Каменка (по Ворошиловскому пр.), №5 Пригородный вокзал — пос. Сельмаш (по Красноармейской), №6 Центральный рынок — пр. Королёва (по Ворошиловскому пр., ул. Добровольского), №7 Центральный рынок — посёлок Сельмаш (по пр. Ленина), №8 Центральный рынок — ГПЗ-10 (по Коммунистическому пр.), №9 Главный вокзал — гостиница Аэрофлота, №10 Центральный рынок — Молкомбинат (по пр. Стачки), №10-А Молкомбинат — пл. 2-й Пятилетки, №11 Красный Аксай — Александровка (по Аксайскому пр.), №12 Центральный рынок — ГПЗ-10 (по ул. Портовая), №14 Центральный рынок — пос. Каменка (по Будённовскому пр.), №15 Главный вокзал — пл. Карла Маркса, №16 Центральный рынок — пр. Королёва (по Будённовскому пр.), №17 Центральный рынок — Таганрогское шоссе (ул. Оганова), №17-к Пл. 2-й Пятилетки — Химкомбинат, №18. Пос. Сельмаш — 2-й пос. Орджоникидзе (ул. Туполева)[4]. В том же 1979 году закончено строительство кольцевой троллейбусной линии по проспекту Королёва между проспектом Космонавтов и улицей Добровольского. Маршруты №6 и №16 начали курсировать по указанному кольцу.
- В 1980 году вместо маршрута №10А появились два новых маршрута: №19 Каменка — Химкомбинат и №20 Молкомбинат — Химкомбинат. Маршрут №20 действовал до 1985 года, а после его закрытия маршрут №19 был изменён. В 1980 году также был открыт маршрут № 21 от Каменки до улицы Неклиновской (по улице Вавилова).
- В 1983 году открыты троллейбусные маршруты №22 от Главного железнодорожного вокзала в посёлок Александровка и №23 от Сельмаша по улицам Вятской и Штахановского.
- В 1984 году проложен новый участок троллейбусной линии от улицы Неклиновской до улицы Добровольского. Продлён маршрут №21 от Каменки до площади Добровольского.
- В 1985 маршрут №23 был продлён в Северный жилой массив через посёлок Мясникован до пересечения проспекта Королёва с проспектом Космонавтов.
- В 1996 году (в год шестидесятилетия ростовского троллейбуса) — протяженность троллейбусных линий составила 244 км. По этому показателю Ростов-на Дону занимал на тот момент третье место в стране после Москвы и Санкт-Петербурга. Количество маршрутов троллейбусов достигло 22.
- В 1998 году закрыты на консервацию десять троллейбусных маршрутов: №№4, 6, 7, 14, 17,17-к,18, 19, 21, 22.
- 2001 год — восстановлен маршрут №6 (без правого и левого маршрутов, которые следовали навстречу друг другу по кольцу: «площадь Космонавтов — улица Волкова — площадь Борко — улица Добровольского — площадь Добровольского (или Шайба) — проспект Королёва — площадь Королёва — проспект Космонавтов»).
- В 2002 году в Ростове-на-Дону имелось 12 действующих троллейбусных маршрутов (№1 Главный ж.д. вокзал — пос. Сельмаш, №2 Главный ж.д. вокзал — 35-я Линия, №3 Пос. Сельмаш — пл. Борко (по улицам Троллейбусной и Белорусской), №5 Главный ж.д. вокзал — пос. Сельмаш (по Красноармейской), №6 Центральный рынок — площадь Королёва (по Ворошиловскому проспекту), №8 Центральный рынок — ГПЗ-10 (по Коммунистическому пр.), №9 Главный ж.д. вокзал — посёлок Пилотов, №10 Центральный рынок — ВОС (по проспекту Стачки), №12 Центральный рынок — ГПЗ-10 (по Портовой улице), №15 Главный ж.д. вокзал — площадь Толстого, №16 Центральный рынок — площадь Королёва (по Будённовскому проспекту и улице Ларина), №23 пос. Сельмаш — площадь Королёва (по улицам Троллейбусной и Штахановского)[5].
- В 2004 году восстановлен троллейбусный маршрут №22.
- В 2005 году протяжённость эксплуатируемых маршрутов составляла 78,7 км[6].
- 19 ноября 2011 года — восстановлен троллейбусный маршрут №14[7], который был закрыт в феврале 1998 года.
- В 2017 году имелось шесть действующих маршрутов троллейбусов Ростова-на-Дону: №№1, 2, 22, курсирующие по улице Большая Садовая, №5 по улице Красноармейская, № 6 по Ворошиловскому проспекту и №12 в Западный микрорайон, по проспекту Стачки и улице Портовой.
- 5 сентября 2018 года временно закрыт маршрут №12.
- Утверждена дорожная карта, которая предполагает восстановление троллейбусных маршрутов №№8, 9, 10, 12, 14,17. А также восстановление маршрута №7 с капитальным ремонтом контактной сети протяжённостью около 10 километров. Общая протяжённость восстановленной сети составит 90 километров. Эти мероприятия планировалось закончить до конца 2019 года[8], однако с приобретением троллейбусов с автономным ходом, восстановительные работы по монтажу контактной сети временно приостановлены.
- С 1 декабря 2018 года восстановлены маршруты №8 "Центральный рынок — ГПЗ-10" (по Коммунистическому проспекту), №9 «Главный железнодорожный вокзал — посёлок Пилотов» (по улице Красноармейской и проспекту Шолохова) и №12 "Центральный рынок — ГПЗ-10" (по улице Портовая)[9].
- C 1 июля 2019 года восстановлен троллейбусный маршрут №10 «Центральный рынок — ВОС (проспект Стачки, 247-А)», следующий по проспекту Стачки[10].
- С 20 июня 2020 года восстановлено движение троллейбусного маршрута №7 «Центральный рынок — Сельмаш»[11]. Прямое направление: Центральный рынок — улица Московская — Будённовский проспект — Стадионная улица — проспект Ленина — площадь Страны Советов — улица Менжинского — Сельмаш. Обратное направление: Сельмаш — площадь Страны Советов — проспект Ленина — проспект Михаила Нагибина — площадь Гагарина — Ворошиловский проспект — улица Московская — Центральный рынок . Общее количество действующих маршрутов троллейбусов на июнь 2020 года достигло десяти.
- С 14 декабря 2020 года восстановлен троллейбусный маршрут №14 «Центральный рынок — Площадь 2-й пятилетки»[12] (по Будённовскому проспекту). Общее количество действующих маршрутов троллейбусов на конец года составило — 11.
- C мая 2021 года продлён троллейбусный маршрут №7 на левый берег Дона с охватом ТРЦ Мегамаг, стадиона Ростов-Арена и Гребного канала. Изменённый маршрут троллейбуса №7 «Гребной канал — Центральный рынок — Сельмаш».
- C 12 июня 2021 года изменён троллейбусный маршрут №7 «Гребной канал — Центральный рынок — Сельмаш». Направление маршрута: Гребной Канал — ТРЦ Мегамаг — стадион Ростов-Арена — Ворошиловский мост — улица Московская — Центральный рынок — улица Московская — Будённовский проспект — Стадионная улица — площадь Народного ополчения — проспект Ленина — площадь Страны Советов — улица Менжинского — Сельмаш — площадь Страны Советов — проспект Ленина — площадь Народного ополчения — Комсомольская площадь — Будённовский проспект — Центральный рынок — улица Московская — Ворошиловский мост — стадион Ростов-Арена — ТРЦ Мегамаг — Гребной Канал[13].
- 11 октября 2021 года открыт троллейбусный маршрут №17 «Стройгородок — Центральный рынок — Стройгородок»[14]. Направление маршрута: Стройгородок — Таганрогская улица — Дачная улица — улица Шеболдаева — площадь Народного ополчения — Стадионная улица — Комсомольская площадь — Будённовский проспект — Центральный рынок (улица Московская) — Будённовский проспект — Комсомольская площадь — Стадионная улица — площадь Народного ополчения (РГУПС) — улица Ларина — улица Немировича-Данченко — площадь 2-й Пятилетки — улица Вавилова — Таганрогская улица — Военвед — Стройгородок. Общее количество троллейбусных маршрутов в городе достигло двенадцати из 23 ранее действовавших.
- С 25 декабря 2021 года изменён маршрут №7, который сокращён до конечной остановки Центральный рынок (ранее — Гребной канал). Троллейбусы с АХ будут следовать под контактным проводом от Центрального рынка по Будённовскому проспекту до площади Народного ополчения, а далее на аккумуляторных батареях по проспекту Ленина до конечной остановки Сельмаш.
- 30 декабря 2022 года открыт новый маршрут №17-А Левенцовский микрорайон — Стройгородок — Центральный рынок[15]. Направление маршрута: пр. Солженицына — улица Ерёменко, улица Малиновского — Пост ГИБДД — улица Таганрогская (Стройгородок) далее троллейбус следует под контактной линией идентично маршруту №17. Участок от Левенцовского микрорайона до Стройгородка троллейбус преодолевает на аккумуляторных батареях.

- С 30 декабря 2022 года на маршруте №17 задействуются троллейбусы БКМ без автономного хода.
- С 19 сентября 2023 года закрыли троллейбусные маршруты №8, 10 и 12[16].
- С 1 ноября 2023 восстановили движение двух троллейбусных маршрутов №10 и №12[17], следующих в Западный жилой массив, которые были закрыты к концу ноября. Маршрут №8 пока остаётся временно закрытым.
- Маршруты №8, 10 и 12 (Западного направления) с декабря 2023 года находятся на консервации по причине нехватки подвижного состава для их обслуживания. Восстановление работы указанных маршрутов не планируется. Кроме этого, планируется демонтаж контактной троллейбусной сети по проспекту Стачки от конечной «ВОС» до улицы Тружеников[18].
- С 25 ноября 2023 года стоимость проезда в троллейбусах составляет 34 рубля независимо от формы оплаты (безналичный или наличный расчёт). Льготные категории граждан осуществляют поездки при наличии электронных проездных карт. Для школьников и пенсионеров, не имеющих льгот предоставляется право 50% скидки (17 рублей) при оплате социальной проездной картой.
- 16 января 2024 года закрыт троллейбусный маршрут №7.
- С 15 февраля 2024 года троллейбусный маршрут №17-А закрыт (маршрут обслуживается электробусами).
- c 21 октября 2024 года закрыт троллейбусный маршрут №14 .
- С 1 августа закрыты маршруты №5, №6 и №9
- С 10 августа возобновлена работа маршрута №6

## Развитие троллейбусного движения в Ростове-на-Дону
Показатели работы троллейбусов г. Ростова-на-Дону в предвоенное и послевоенное время
|                                     | 1940 г. | 1945 г. | 1950 г. | 1955 г. | 1960 г. | 1965 г. | 1966 г. |
| Протяжение троллейбусных линий — км | 18,8    | 14,9    | 19,8    | 19,8    | 54,0    | 80,7    | 84,6    |
| Число троллейбусов                  | 24      | 5       | 40      | 46      | 95      | 187     | 192     |
| Перевезено пассажиров — млн.        | 12,4    | 0,7     | 26,8    | 32,8    | 60,2    | 98,1    | 98,3    |

Показатели работы троллейбусов г. Ростова-на-Дону в 1967—2005 г.г.
|                                     | 1967 г. | 1969 г. | 1972 г. | 1976 г. | 1981 г. | 1985 г. | 1989 г. | 1991 г. | 1995 г. | 1999 г. | 2002 г. | 2005 г. |
| Протяжение троллейбусных линий — км | 90,9    | 95,9    | 133,2   | 198,9   | 233,4   | 236,6   | 242,0   | 243,2   | 243,2   | 236,0   | 200,5   | 200,5   |
| Число троллейбусов                  | 217     | 231     | 287     | 295     | 322     | 310     | 297     | 263     | 222     | 116     | 125     | 119     |
| Перевезено пассажиров — млн.        | 101,1   | 119,0   | 126,9   | 117,7   | 101,4   | 116,8   | 131,6   | 110,0   | 108,4   | 64,7    | 31,2    | 19,3    |

## Подвижной состав[21]

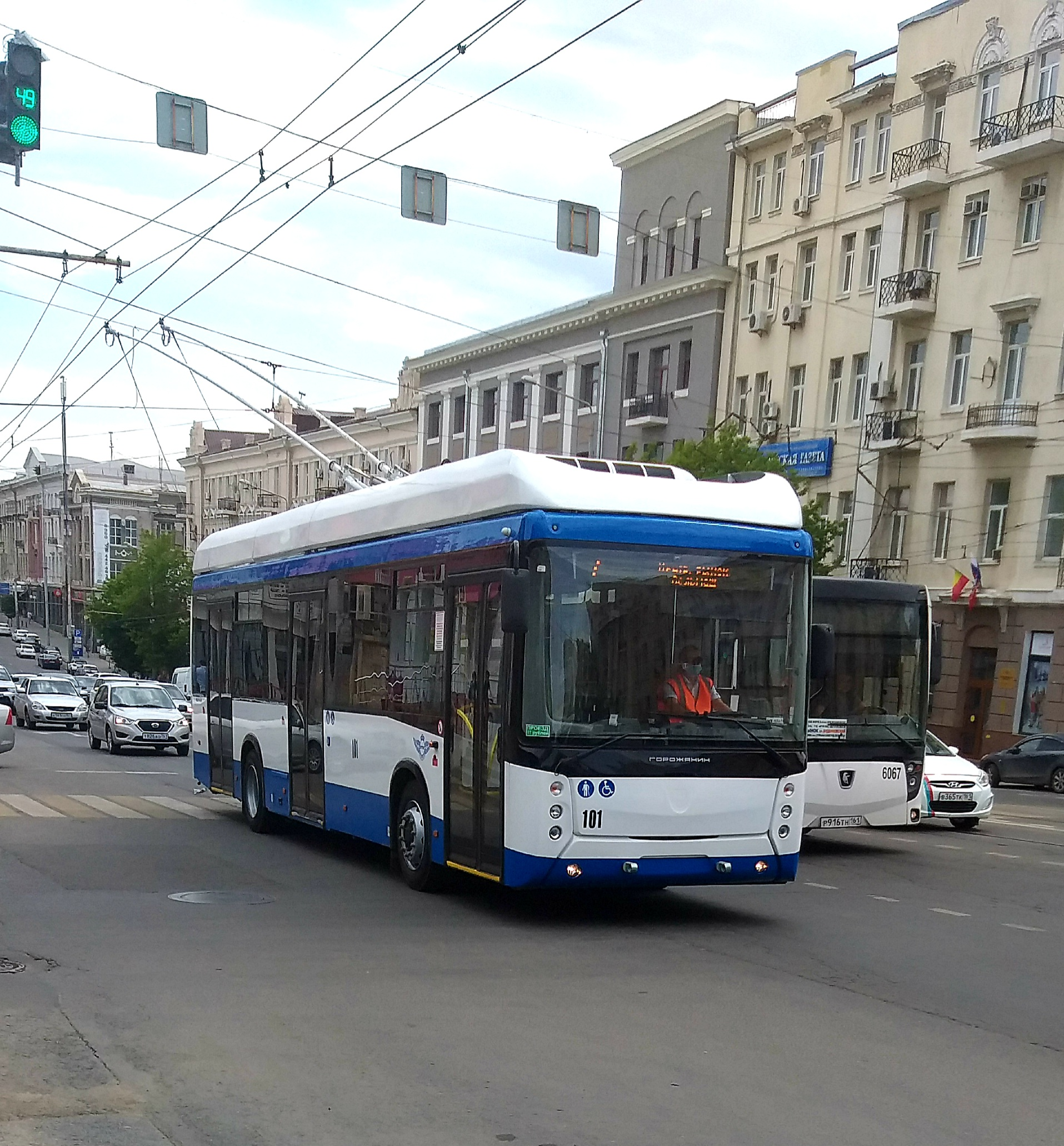
Ростов-на-Дону, Будённовский проспект, троллейбус «Горожанин» на маршруте №7

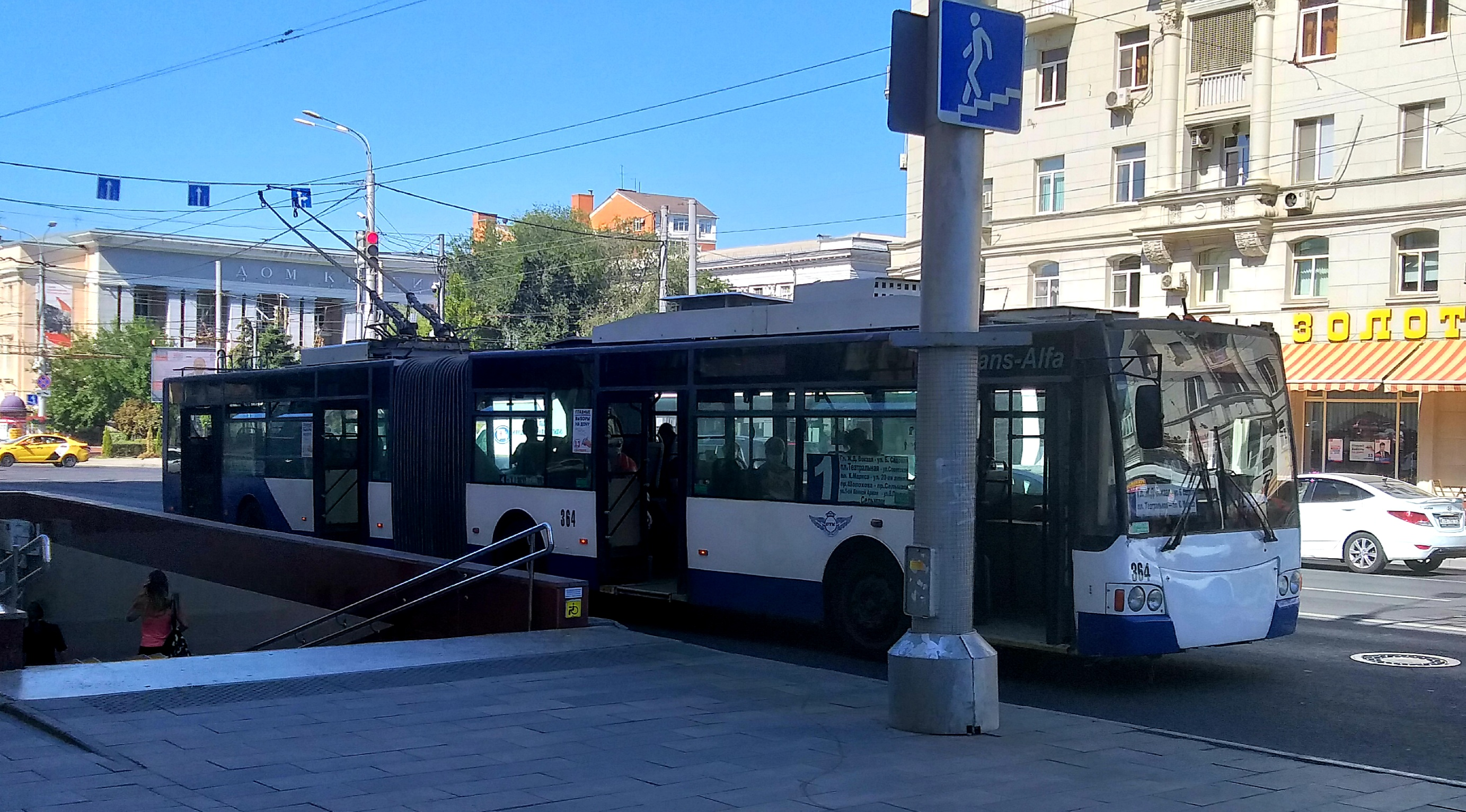
Ростов-на-Дону. Троллейбус «гармошка» на ул. Большая Садовая

В 2019 году по распоряжению губернатора Ростовской области выделено более 271 млн рублей на покупку новых 20 троллейбусов с автономным ходом для Ростова-на-Дону. Город получил всего 15 подобных моделей троллейбусов. Оставшаяся часть (5 единиц троллейбусов «Горожанин» на базе кузова МАЗ) по условиям контракта в город поступила в августе 2021 года.
20 единиц троллейбусов с АХ задействованы на маршрутах №№1, 2, 6, 17 и 22.
Правительство Москвы передало Ростову-на-Дону 60 троллейбусов. Транспорт был доставлен в донскую столицу в течение июля 2020 года. После проведённого ремонта в условиях депо, часть троллейбусов распределены на действующие маршруты с контактной сетью. Большая часть переданного подвижного состава из Москвы требовала значительных затрат на их ремонт. Пригодными к эксплуатации на 2025 год оказалось всего 3 единицы от общего количества московских троллейбусов, остальные 57 машин списаны и утилизированы.
На 2025 год в ведении МУП РТК осталось 29 единиц действующего подвижного состава, включая 20 троллейбусов с увеличенным автономных ходом. Таким образом, на каждый из 7 действующих маршрутов приходится по 4 единицы троллейбусов (с учётом резерва).
Вместе с тем, для нормального функционирования троллейбусной системы города Ростова-на-Дону требуется регулярное обновление подвижного состава (приобретение не менее 10 единиц новых троллейбусов, в том числе с увеличенным автономным ходом, ежегодно).
Администрация города в перспективе намерена приобрести 34 единицы новых троллейбусов, которые будут задействованы не только на существующих маршрутах, но и на планируемых. В перспективе к имеющимся маршрутам троллейбусов власти Ростова-на-Дону планируют открыть как минимум ещё 10 маршрутов, а общее количество должно составить не менее 22. В то же время для устойчивого режима работы всей маршрутной сети троллейбусов города необходимо не менее 200 единиц подвижного состава.

## Троллейбусные линии

###### Действующие линии:
- ул. Большая Садовая (на всём протяжении);
- Привокзальная площадь (на всём протяжении с разворотными кольцами у Главного автовокзала и Пригородного ж.д. вокзала);
- просп. Сельмаш (на всём протяжении);
- просп. Будённовский (от ул. Московская до пл. Комсомольская);
- просп. Ворошиловский (от ул. Московская до пл. Гагарина);
- ул. Темерницкая (от просп. Ворошиловский до пер. Соборный и от пер. Соборный до просп. Будённовский);
- ул. Московская (о
- просп. М.Нагибина (на всём протяжении);
- ул. Плиева (на всём протяжении);
- пер. Ольховский (на всём протяжении);
- просп. Космонавтов (от ул. Евдокимова до пл. Королёва);
- ул. Немировича-Данченко (на всём протяжении);
- ул. Шеболдаева (от пл. 2-й Пятилетки до ул. Стадионная);
- ул. Стадионная (от пл. Комсомольская до ул. Шеболдаева);
- ул. Ларина (от пл. Народного Ополчения до ул. Немировича-Данченко);
- ул. 1-й Конной Армии (от ДК Ростсельмаш до ул. Веры Пановой);
- ул. Веры Пановой (от ул. 1-й Конной Армии до просп. Сельмаш);
- ул. Советская (на всём протяжении);
- ул. 20-я Линия (от просп. Шолохова до пл. Карла Маркса);
- ул. 19-я Линия (от пл. Карла Маркса до ул. Листопадова);
- пл. Свободы (на всём протяжении);
- улица Сарьяна (на всём протяжении);
- ул. Мясникова (от ул. 19-я Линия до ул. Сарьяна);
- ул. 35-я Линия (от ул. Богданова до ул. Комсомольская);
- ул. Комсомольская (от ул. 35-я Линия до пл. Свободы);
- ул. Листопадова (от ул. 19-я Линия до ул. Богданова);
- ул. Богданова (от ул. Листопадова до ул. 35-я Линия);
- просп. 40-летия Победы (на всём протяжении до разворотного кольца у дома № 91);
- ул. Таганрогская (от ул. Вавилова до разворотного кольца Стройгородка);
- ул. Дачная (от ул. Вавилова до ул. Таганрогская);
- ул. Вавилова (от ул. Дачная до ул. Таганрогская);
- ул. Шеболдаева (от пл. 2-й Пятилетки до ул. Дачная).

###### Служебные линии:
- ул. 2-я Краснодарская (от ул. Малиновского до Западного депо);
- ул. Лекальная (от ул. 18-я Линия до ул. 22-я Линия);
- ул. 18-я Линия (от просп. Шолохова до ул. Лекальная);
- ул. 22-я Линия (от ул. Лекальная до просп. Шолохова);
- пер. Островского (от ул. Б.Садовая до ул. Московская);
- просп. Семашко (от ул. Темерницкая до ул. Московская).

###### Линии, находящиеся на консервации:
- просп. Стачки (на всём протяжении до ВОС);
- просп. Коммунистический (на всём протяжении);
- ул. Портовая (от ул. Интернациональная до пер. Молодогвардейский);
- ул. Интернациональная (от ул. Портовая до просп. Стачки);
- пер. Молодогвардейский (от ул. Портовая до пер. Урицкого);
- ул. Кузнечная (от пер. Пржевальского до пер. Молодогвардейский);
- ул. Магнитогорская (от пер. Пржевальского до пер. Молодогвардейский);
- пер. Пржевальского (от ул. Магнитогорская до ул. Кузнечная);
- ул. Каширская (на всём протяжении);
- ул. Тружеников (от просп. Стачки до просп. Коммунистический);
- ул. Зорге (от просп. Стачки до просп. Коммунистический);
- ул. Вавилова (от ул. Таганрогская до просп. Королёва);
- ул. Ларина (от ул. Немировича-Данченко до просп. М. Нагибина);
- проспект Ленина (от пл. Народного Ополчения до пл. Ленина и от пл. Ленина до пл. Страны Советов);
- ул. Менжинского (от ул. Страны Советов до ст. Сельмаш и от ст. Сельмаш до ул. Троллейбусная);
- ул. Троллейбусная (от ул. Курчатова до ул. 50 лет Ростсельмаша);
- ул. 50 лет Ростсельмаша (от ул. Троллейбусная до ул. Киргизская);
- ул. Киргизская (от ул. 50 лет Ростсельмаша до пер. Сальский);
- пер. Сальский (от ул. Киргизская до ул. Белорусская и от ул. Белорусская до ул. Вятская);
- ул. Белорусская (от пер. Сальский до ул. Волкова);
- ул. Волкова (от ул. Белорусская до ул. Добровольского);
- просп. Королёва (от просп. Космонавтов до ул. Армянская);
- ул. Армянская (от пр. Королёва до пер. Мезенский);
- ул. Штахановского (от пер. Мезенский до ул. Вятская);
- ул. Вятская (от ул. Штахановского до пер. Сальский);
- пл. Толстого (на всём протяжении);
- пл. Базарная (от ул. 20-я Линия до ул. 26-я Линия).
- Улица Красноармейская (на всём протяжении)
- Проспект Шолохова (от площади Энергетиков до пос. Пилотов)
- Улица Малиновского (от ул. Таганрогская до ул. Доватора)

###### Разобранные (демонтированные) линии:
- ул. Таганрогская (от разворотного кольца Стройгородка до ул. Малиновского);
- ул. Малиновского (от ул. Таганрогская до путепровода и от улицы Доватора до просп. Стачки);
- просп. Королёва (от ул. Вавилова до просп. Космонавтов);
- ул. Добровольского (от ул. Волкова до просп. Королёва);
- ул. Курчатова (от ул. Менжинского до просп. 20 лет Октября);
- ул. Вити Черевичкина (на всём протяжении);
- просп. Театральный (от ул. Б. Садовая до ул. Красноармейская).

## Перспектива развития троллейбусного движения
Ростов-на-Дону включён в федеральный проект «Чистый воздух». В связи с этим, планируется капитальный ремонт и реконструкция, а также восстановление и закупка подвижного состава по этому проекту.
Внутригородское сообщение
После проведения капитального ремонта и реконструкции контактной сети и тяговых подстанций запланировано восстановление следующих троллейбусных маршрутов:
- Маршрут №3 — Сельмаш — площадь Борко (по улицам Троллейбусной и Белорусской).
- Маршрут №4 — Центральный рынок — пос. Каменка (по Ворошиловскому проспекту).
- Маршрут №7 — Центральный рынок — Сельмаш (по Ворошиловскому проспекту, проспекту Ленина и улице Менжинского).
- Маршрут №16 — Центральный рынок — площадь Королёва (Будённовский проспект, Комсомольская площадь, Стадионная улица, улица Ларина, проспект М.Нагибина, проспект Космонавтов);
- Маршрут №23 — Сельмаш — площадь Королёва (по улицам Менжинского, Троллейбусной, 50 лет Ростсельмаша, Вятской, Штахановского, Армянской, проспект Королёва).

Междугороднее троллейбусное сообщение
Департаментом транспорта города Ростова-на-Дону рассматривался  вопрос об организации троллейбусного маршрута в город Батайск. Маршрут междугороднего троллейбуса планировался проложить от площади Гагарина (город Ростов-на-Дону) до железнодорожного вокзала (город Батайск). Первое заявление о планируемом новом междугороднем маршруте в город Батайск был озвучен в городской администрации Ростова-на-Дону в 2012 году.
При этом, троллейбус будет проходить под контактным проводом (по действующей линии) до Ворошиловского моста, а далее в город Батайск (на аккумуляторных батареях). На маршруте планировался  задействовать троллейбусы с увеличенным автономным ходом. 
Восстановление и реконструкция троллейбусной контактной сети:
Работы по восстановлению и реконструкции контактной сети запланированы:
- 2025 год: проспект 40-летия Победы от действующей сети до конечной станции «Поселок Александровка»;
- 2026 год: улица Еременко от ул. Малиновского до разворота западнее ул. Маршала Жукова. Улица Малиновского от ул. 2-й Краснодарской до улицы Таганрогской, и от нее до действующей контактной сети;
- 2027 год: улица Менжинского (от Сельмаша, через ул. Курчатова, ул. Днепропетровскую, Кабалевского, Мусоргского, Алябьева, разворотное кольцо на пересечении с улицей Теряева, Щепкинское шоссе, ул.Виталия Ходоша и до Ореховой улицы. (Общая протяженность строительства новой контактной сети составит 23 км);
- 2028 год: ул. Алябьева от ул. Мусоргского, через улицы Орскую и Каскадную до ул. Лелюшенко. Улица Троллейбусная, через улицу 50-летия Ростсельмаша, ул. Вятскую и Днепропетровский переулок.

## Депо
В городе имеется одно троллейбусное депо МУП «РТК» с двумя производственными площадками:
- Троллейбусная площадка «Улица 20-я линия, 45» (бывшее Центральное троллейбусное депо). Обслуживает маршруты №№1, 2, 5, 6, 9, 14,17, 22;
- Троллейбусная площадка «Улица Малиновского, 3/2» (бывшее Западное троллейбусное депо). До ноября 2023 года обслуживала ныне закрытые маршруты №№8,10,12. В настоящее время площадка задействуется для отстоя и технического обслуживания автобусов и электробусов МУП «РТК», работающих на городских маршрутах.

Ранее также существовало Октябрьское (ранее Пролетарское) трамвайно-троллейбусное депо (улица Ларина), в 2018 году территория отдана под многоэтажную застройку.
Генеральным планом города Ростова-на-Дону также было предусмотрено строительство нового троллейбусного депо на улице Орбитальной.

## Система оплаты и стоимость проезда
С 25 ноября 2023 года стоимость проезда в троллейбусных маршрутах составляет 34 рубля независимо от способа оплаты (наличным или безналичным расчётом).
Учащиеся образовательных учреждений города (школьники), а также пенсионеры города, не имеющие федеральных и региональных льгот, обеспечены социальными картами безналичной оплаты проезда в размере 50 процентов от действующего тарифа на проезд в троллейбусах города. В случае отсутствия социальной карты или нулевого баланса на карте — оплата производится в полном объёме.

## Ростовский электробус
История ростовского электробуса началась осенью 2018 года, когда было организовано движение электробусов по маршруту №88 «Главный железнодорожный вокзал — Пригородный автовокзал — Музей Россия — моя история». Однако, один электробус проработал сравнительно недолго, частые поломки не давали возможности полноценного функционирования данного вида городского транспорта.
В ноябре 2023 года департамент транспорта города Ростова-на-Дону закупил 20 электробусов.
В январе 2024 года началось регулярное электробусное движение. Два маршрута были открыты на основе бывших троллейбусных, третий был значительно продлен.
Электробусные маршруты:
- №17А «Центральный рынок — микрорайон Левенцовский»[32] (маршрут пролегает по Будённовскому проспекту, улицам Вавилова, Таганрогской, Малиновского, Ерёменко);
- маршрут №58 «Центральный рынок — Сельмаш» (маршрут пролегает по Будённовскому проспекту, проспекту Ленина и улице Менжинского);
- маршрут №88 «Площадь Карла Маркса — Пригородный ж.д. вокзал — ВОС» (маршрут пролегает по улицам Советской, Большой Садовой, проспекту Стачки).

Предприятие-перевозчик
Эксплуатантом подвижного состава электробусов в Ростове-на-Дону является МУП «Ростовская Транспортная Компания». Ростовские электробусы имеют трёхзначную гаражную нумерацию 7** (с №750 по 769 и №777).
Стоимость проезда
Стоимость проезда в электробусе Ростова-на-Дону составляет 39 рублей (при оплате наличными), 34 рубля (по транспортной карте), 36 рублей (по банковской карте), 17 рублей (по социальной карте для пенсионеров и школьников).
Инфраструктура:
Место отстоя, полной подзарядки и проведения технического обслуживания электробусов определено троллейбусное депо «Улица 20-я линия, 45».
Для подзарядки электробусов установлено шесть зарядных станций мощностью по 200 и 300 кВт. Зарядные станции установлены в троллейбусных депо («Улица 20-я линия, 45» и «Улица Малиновского, 3/2»), на конечных остановочных пунктах  «Сельмаш» (улица Менжинского), «Главный автовокзал» (Привокзальная площадь).
Перспективы развития маршрутной сети электробусов:
Предусматривается дальнейшая закупка подвижного состава электробусов, которые будут работать но вновь открываемых маршрутах. В 2024 году планировалось закупить 35 электробусов, а также строительство электробусного депо для их работы на новых планируемых маршрутах.